# NES Sound Format
Звуковой формат NES — формат файла для хранения звука Nintendo Entertainment System. Создан Кевином Хортоном. Многие файлы NSF получают из ROM-образов коммерческих игр Nintendo, содержащих все саундтреки, а иногда и звуковые эффекты. Композиторы и любители также используют формат NSF для создания новой «chiptune-музыки» с нуля.
NSF-файл является измененным образом NES-диска с игрой, код, данные и графика которой удалены, и оставлены только движок, музыка и данные о ней. Эти файлы могут быть воспроизведены на современных ПК с использованием различных плагинов и программ, в том числе на NES-эмуляторах.

## NSFe
NSFe (Расширенный звуковой формат Nintendo) это похожий формат, но он позволяет хранить заголовки для каждого трека, которые могут быть разными по длительности. Так же он позволяет изменить порядок треков. Позволяет вывести NES музыку в режиме Стерео. 2 Square Waves, 1 Triangle, 1 Шумы и для поздних игр PCM. Японские игры также используют дополнительный канал, которого NES музыка не имеет.
NSFe музыку на игровой приставке Nes или Famicom можно послушать через флешкартридж FamInvite.

### Плееры и плагины
- Audacious — *nix плеер, который понимает NSF и NSFe.
- Nosefart NES проигрыватель
- NSFplay и NSFplug
- Audio Overload — Mac/PC совместимый плеер с поддержкой NSFe
- foo_gep — плагин для foobar2000
- notsofatso — плагин для Out-plugins плееров типа Winamp
- OldNoise — Windows Phone 8 плеер с поддержкой NSF и NSFE.